# Curticornis bicolor
Curticornis bicolor is een keversoort uit de familie lieveheersbeestjes (Coccinellidae). De wetenschappelijke naam van de soort is voor het eerst geldig gepubliceerd in 1971 door Gordon.